# 朗根沃尔申多夫
朗根沃尔申多夫（德語：Langenwolschendorf）是德国图林根州的市镇，隶属于格赖茨县。总面积为6.82平方千米，截至2023年12月31日总人口为823人。